# 法兰克福金融管理学院
法兰克福金融管理学院是通过德国国家认证的一家私立商学院，位于德国法兰克福。其前身为始建于1957年的银行学院，现为一所可颁发本科至博士学位的高等院校。学院致力于建立一个小而精的商学院，与德国的全能性公立大学抗衡。

## 历史
前身为始建于1957年的“银行学院”（德語：Bankakademie），位于黑森的威斯巴登。1990年，银行学院下成立教育部门，名为“银行业高等学院”（Hochschule für Bankwirtschaft, HfB）。1994年，首批被授予经济管理Diplom证书（Diplom-Betriebswirte FH）的学生毕业。随着欧洲博洛尼亚进程的推进，2000年学院采用本科及硕士教育体制。2001年学院在法兰克福东端（Ostend）建立校区。2004年正式成为可以颁发博士学位的高校。2007年1月后银行学院及其下属的银行业高等学院重新整合，新机构定名为“法兰克福金融管理学院”，并官方采用英文名称（Frankfurt School of Finance & Management）。2014年，法兰克福学院通过国际商管学院促进协会（AACSB）和欧洲质量改善系统（EQUIS）认证，为德国仅通过认证的四所商学院之一。

## 学术

### 师资力量
学院主席为Udo Steffens。学院分为五个系，目前有53名教授。除教授和教师之外，另外还有11名项目负责人不始终参与教学而被视作管理人员，他们负责学生课程的发展，并且直接向学院主席汇报。校方称所有教学都将由学生评分，以保证课程质量，让学生毕业后有所收获。。
| 系         | 主任              | 教授 | 名誉教授 | 其他主要教师 |
| ---------- | ----------------- | ---- | -------- | ------------ |
| 金融       | Zacharias Sautner | 19   | 0        | 2            |
| 管理       | Nils Stieglitz    | 21   | 1        | 3            |
| 经济       | Markus Reisinger  | 8    | 2        | 1            |
| 会计       | Jörg R. Werner    | 6    | 1        | 0            |
| 法律与道德 | -                 | 7    | 0        | 0            |

### 学习项目
法兰克福金融管理学院为完成七个学期并达到210学分的本科学生授予经济管理理学学士学位。这一本科项目有七个方向，有着不同的相关重点，授课语言和课时模块。其中有两个方向为半工半读，即在学习的同时可以工作。所有的项目方向均至少包括一学期的海外实习，或者一学期的合作学校海外交换学生项目。
本科经济管理项目方向为
- 银行与金融（英语）
- 国际管理（英语，含两个海外学期，可申请双学位）
- 经济管理，侧重企业审计（德英双语）
- 经济管理（德英双语，半工半读）
- 经济信息系统（德英双语，半工半读）
- 管理、哲学与经济学（德英双语）
- 专业人士经济管理（德语，银行学和银行进修有所缩短）

法兰克福金融管理学院的半工半读项目主要与德国大型银行合作，如德意志银行、德国商业银行、KfW、DekaBank、德國中央合作銀行等等，另外还与德国电信有合作。学生除可以挣得一部分工资外，部分雇主会资助学生当期学费的一部分甚至全部，常见比例为25%。
完成硕士学习的学生，学院则根据不同的项目授予理学硕士、文学硕士、工商管理硕士和法学硕士四种。
硕士项目包括：
- 审计硕士（理）
- 金融硕士（理）
- 国际贸易硕士（文）
- 管理硕士（理）
- 高层管理人员工商管理硕士（工商管理硕士）
- 工商管理硕士（工商管理硕士全职，工商管理硕士兼职）
- 国际卫生管理工商管理硕士（工商管理硕士）
- 兼并与收购硕士（法）

### 排名

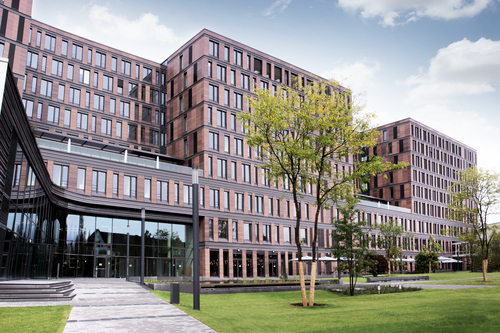
法兰克福北端的校园

在2021年QS世界大學排名的全球工商管理硕士排名中，法兰克福学院位列第42名。自2015年起，法兰克福学院被德国《经济周刊》（Wirtschaftswoche）排为德国商学院前十名。2016年，其就业率则在Trendence上排名德国第三。

## 校园

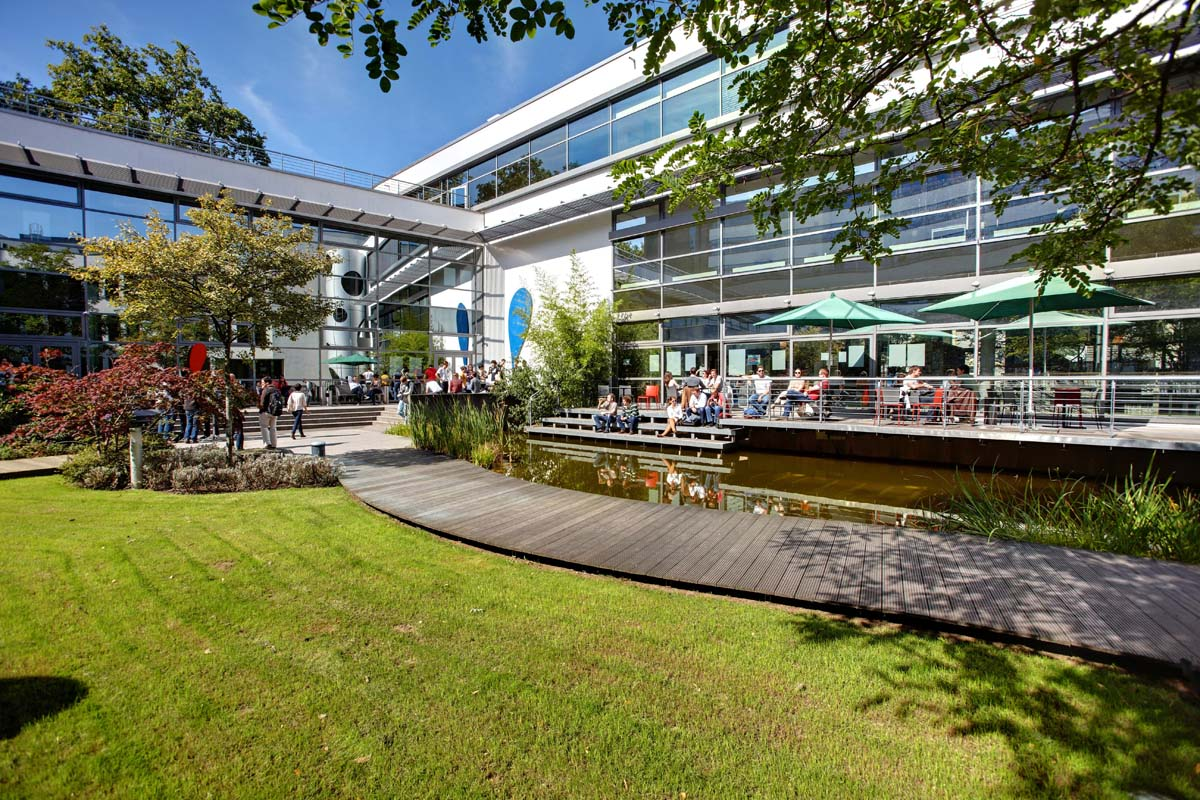
位于法兰克福东端的校园

校园位于法兰克福东端（Ostend），紧邻欧洲中央银行。另外由于校园面积受限，学院目前在法兰克福北端（Nordend）修建新校区。
学院另外在汉堡和慕尼黑有研究中心。在内罗毕、北京、上海、浦那和圣保罗等五个海外城市有办公室，主要目的为方便招生，另外也参与咨询和高管教育等相关活动。

## 校友
近七十年来，约有十万名校友从法兰克福学院及其前身的银行学院和银行业高等学院毕业。其中许多人进入德国及国际金融机构管理层。